# Shoreline (EP)
Shoreline är en EP av den svenska singer/songwritern Anna Ternheim, utgiven 2005 på Stockholm Records och Universal Music Group. EP:n var den sista av tre att ges ut från Ternheims debutalbum Somebody Outside (2004).

## Låtlista
1. "Shoreline" (radioversionen) - 3:33
2. "Little Lies" - 4:18
3. "China Girl" - 3:53
4. "When Tomorrow Comes" - 3:39
5. "Anywhere I Lay My Head" - 4:15

## Listplaceringar
| Lista (2005) | Topplacering |
| ------------ | ------------ |
| Sverige      | 5            |